# Rudolf von Elbing
Rudolf von Elbing (* um 1295; † 16. Juni 1331 in Riesenburg) war ein Priester im Deutschen Orden, Kaplan des Hochmeisters Karl von Trier und Bischof von Pomesanien. Er ließ die Stadt Bischofswerder im  Westpreußen  erbauen.

## Leben
Als Rudolfs Herkunftsort ist vereinzelt Elbing angegeben. 1312 ist Rudolf erstmals als Kaplan des Hochmeisters Karl von Trier erwähnt. 1313 wurde er Mitglied des pomesanischen Domkapitels Marienwerder und um 1318 dessen Propst. Im September 1321 wurde er zum Bischof von Pomesanien anstelle des verstorbenen Ludecho gewählt. Er reiste zur Wahlbestätigung nach Avignon zu Friedrich von Pernstein, Erzbischof von Riga. Weil Papst Johannes XXII. sich die Verleihung des Bistums Pomesanien reserviert hatte und Rudolf vor Kardinaldiakon Bertrand de Montefaventio auf seine Rechte als gewählter Bischof verzichtete, kam es erst am 5. März 1322 zur Bestätigung der Wahl durch Johannes XXII. Der Bischof verlangte von ihm wohl auch die Begleichung der Schulden seines Vorgängers Ludecho bei der Apostolischen Kammer. Im Jahr 1325 ließ er die Stadt Bischofswerder erbauen, worauf sich auch ihr Name begründet.